# يوسف ليشانسكي
يوسف ليشانسكي (بالإنجليزية: Yosef Lishansky)‏ (بالعبرية: יוסף לישנסקי، 1890 - 16 ديسمبر 1917)، يهودي كان فردًا في القوات شبه العسكرية، وجاسوسًا للبريطانيين في فلسطين العثمانية. عندما وصل فلسطين، حاول الانضمام إلى منظمة هاشومير، لكنه رُفض، فأسس منظمة منافسة هي هاماجين. بعد عدة أعوام انضم إلى شبكة نيلي التجسُّسية اليهودية. كان ليشانسكي مطلوبًا بين العثمانيين لنشاطاته، ومكرت به هاشومير حين لجأ إليها. أفلت من القبض عدة مرات، لكن قُبض عليه في الآخر، وحُكم عليه بالإعدام في دمشق.

## بداية حياته
ولد لأبيه يعقوب تُوفيا وأمه إيدل في عام 1890، قرب كييف في الإمبراطورية الروسية. وبعد موت معظم أسرته احتراقًا، هاجر مع أبيه هجرة العَليا (وعام هجرتهما يتراوح في المَروِيّات بين 1891 و1896)، واستقرا مع إسرائيل (أخي يوسف) في المطلة. بُعَيْد هذا اختفى أبوه في رحلة إلى القدس، فأقام من ساعتها في بيت أخيه. كان متفوقًا في دراسته، وأُرسل إلى ندوة في القدس. لكنه لم يكمل دراسته لقلة المال، فسافر إلى مصر حيث أدار أرضًا زراعية عاميْن، ثم عاد إلى إسرائيل. في 1910 تزوج رِفْقة بروشكوفسكي، ووَلدا ابنتهما إفريا وابنهما تُوفيا.

## منظمات الدفاع اليهودية
في 1912 حاول ليشانسكي الانضمام إلى منظمة هاشومير، وكانت تُلزم كل متجنِّد بفترة اختبارية، فأُرسل ليشانسكي للحراسة في بوريا وريشون لتسيون وبِن شيمن ثم مناحميا. في فبراير 1915 قتلت فرقة ليشانسكي قائد عصبة عربية هاجمت القرية، وكان من سياسة هاشومير اجتناب النزاعات الدموية مع العرب، ومِن ثَم رفضت ضم ليشانسكي. عُدَّ هذا لاحقًا مجرد مبرر للتنصل من قبول ليشانسكي، على رغم مهارته بالعربية والأسلحة وركوب الخيل. لكن إسرائيل شوتشات (أحد قادة في هاشومير) كتب لاحقًا أن ليشانسكي أحيانًا ما كان يبدي ضعفًا وميلًا إلى المخاطرة والتبجح.
بعدئذ قرر ليشانسكي تأسيس منظمة منافسة تُدعى هاماجين (ومعناها: التُّرس) ضمت مَن رفضتهم هاشومير. لم يكن هدف هاماجين منافسة هاشومير منافسة مباشرة، فاختاروا القرى اليهودية الجنوبية التي كان يحرسها العرب سابقًا. انتُخب ليشانسكي قائدًا للمنظمة، وسافر إلى الجنوب لمفاوضة القرى. حلت هاماجين محل الحراس العرب في روحاما وبير توفيا ومزكيرت باتيا ثم غديرا. كان في سياسة هاماجين بند ينهى عن حراسة القرى التي تحرسها هاشومير أو كانت تحرسها، ومع هذا حاولت هاشومير فسخ هاماجين وحلها، لكنها فشلت.
في يناير 1917 رحل ليشانسكي عن مصر ليركز في نشاطاته مع نيلي من دون إعلام زملائه في هاماجين، فنشأت الضغينة وأدت إلى اضمحلال هاماجين. ومع ذلك انضم إلى ليشانسكي في نيلي بعض زملائه.

## نشاطاته مع نيلي وإعدامه
التحق ليشانسكي بنيلي في ديسمبر 1915، حينما قُبض على أفشالوم فاينبرج بتهمة التجسس واحتُجز في بئر السبع. كان ليشانسكي نشطًا في الجنوب، فجنّده فاينبرج لنقل معلومات بينه وبين سارة آرونسون، إذ كانت نشطة في مدينة عتليت. فعل ذلك بإخفاء المعلومات في أرغفة الخبز ونقلها بواسطة السجناء. في يناير 1917 كان سراح فاينبرج قد أُطلق، فسعى سرًّا إلى السفر إلى مصر للقاء البريطانيين، ورافقه ليشانسكي الذي كان بالمنطقة عليمًا. في 20 يناير هاجمهما جنديان عثمانيان وطائفة من البدو قرب رفح، فقتلوا فاينبرج وأصابوا ليشانسكي، ونبذوه ليموت بجراحه، لكنه استطاع بلوغ دورية بريطانية نقلته إلى مستشفى في بورسعيد، حيث التقى آرون آرونسون في 25 يناير 1917، وأخبره بمقتل فاينبرج. كان ليشانسكي الشاهد الوحيد على مقتل فاينبرج، فطلعت شائعات بأنه هو القاتل، لأسباب شخصية أو لعلاقة حب بينه وبين سارة. ولم تُدحَض الشائعات إلا بعد حرب الأيام الستة، حينما وُجد رفات فاينبرج واستُجوِب بدو المنطقة.
بعدئذ عاد ليشانسكي إلى قاعدة عمليات نيلي في عتليت، وصبّ تركيزه كله على الشبكة. كان مسؤولًا عن جمع تقارير التجسس من عملاء نيلي في المنطقة المحيطة، وتدبير الموارد المالية الواردة من مصر. في إبريل 1917 سافر ليشانسكي إلى مصر ثانية، ضد إرادة رئيسه آرون آرونسون، ثم عاد في يونيو وواصل نشاطاته مع نيلي.
كان ليشانسكي في زخرون يعكوف في أكتوبر 1917، حينما علمت السلطات العثمانية بنشاطات نيلي مصادفة عند إمساكها بحمامة زاجل كان معها رسالة من سارة، وعندما قبضت على نعمان بلكيند (عميل نيلي) كشفت خلية في زخرون، فطوقت القرية وقبضت على سارة، وأما ليشانسكي فهرب، وصار على رقبته مكافأة. ثم التقى بعض أعضاء هاشومير حاملين ذهبًا، فرافقهم إلى تل عدشيم.
على رغم معارضة هاشومير لنشاطات ليشانسكي، قررت إيواءه. لكن بعد ضغط الأتراك عقدت اجتماعًا آخر وقررت إعدامه وتسليم جثته إلى السلطات. في 9 أكتوبر اقتادوه إلى مكان قرب المطلة، وأطلقوا عليه رصاصتين وتركوه ليموت. لكن لم يمت، وبقدوم الجنود الأتراك كان قد فر.
في 17 أكتوبر وَجد ليشانسكي مأوًى في بتاح تكفا لدى بعض أصدقاء آرون آرونسون، لكنهم كانوا من إيوائه في تردد، وبعد يومين طردوه. رحل جنوبًا آملًا عبور حدود شبه جزيرة سيناء لبلوغ الخطوط البريطانية. في ليلة 19 أكتوبر حاول سرقة جمل من بدو وادي الخليل، لكنه ضُبط وسُلم إلى السلطات العثمانية. احتجزه العثمانيون واستجوبوه في الرملة والقدس، وبعد 10 أيام قضاها في القدس نقلوه إلى دمشق.
اتصل ليشانسكي في سجنه بِاليِشُوف طالبًا مالًا ليخرج من السجن برشوة. كان في تل أبيب قائد يُدعى مائير ديزنجوف، لم يرفض تمويل تحرير ليشانسكي حسب، وإنما رفض أيضًا تعويضه عن المساعدات التي قدمها لسجناء آخرين- بينهم معادون للصهيونية-، مع أنه كان تلقى المال من نيلي بالفعل. كشف ليشانسكي للأتراك عن أعضاء لِهاشومير، وقيل عن أعضاء لنيلي أيضًا. حُكم عليه بالإعدام شنقًا هو وزميله نعمان بلكيند (الذي اعترض على الحكم لأنه لم يكتم شيئًا في استجواباته). في 16 ديسمبر 1917  شُنقا في ميدان عام في دمشق، وفي 24 ديسمبر نُقلت جثتاهما إلى مقبرة في ريشون لتسيون، وحضر جنازتهما أقل من 20 واحدًا، بسبب الجو المعادي لنشاطات نيلي الذي كان يسود اليِشوف آنذاك. في أغسطس 1979 نُقل رفات ليشانسكي في مراسم رسمية إلى جبل هرتزل، قرب قبر أفشالوم فاينبرج.

## الانطباع العام
كانت صورة ليشانسكي سلبية في اليِشوف، ومن أسباب هذا: أن صورة نيلي عمومًا كانت سلبية، وشائعات مكره بأفشالوم فاينبرج، وبعض سماته الشخصية البغيضة. على مر السنين نُبش قبره في ريشون لتسيون وخرِّب عدة مرات، وفي 1937 عرض مسرح هابيما مسرحية تصوره صورة سلبية.
لكن صورته هذه انقلبت شيئًا فشيئًا -كما انقلبت صورة نيلي عمومًا- حتى صار بطلًا قوميًّا. بعدما وُجد مدفِن فاينبرج قرب رفح بعد حرب الأيام الستة، برئت ساحة ليشانسكي، وأخذت صورته بين الإسرائيليين تنصلح، وطُلب من رئيس وزرائهم ليفي إشكول نقل قبره إلى جبل هرتزل. رُفض الطلب، لكن استمرت محاولات تحسين صورته، وزادت قوة بعد «ثورة» 1977 عقب انتخاب حزب ليكود اليميني لأول مرة. تأسست حركة «اللجنة العامة لرد اعتبار يوسف ليشانسكي»، وضمت شخصيات بارزة منهم: رحبعام زئيفي ويوري تسفي جرينبرج. نجحت الحركة في تسليط الضوء على نشاطات ليشانسكي في الحرب العالمية الأولى، ونقْل رفاته إلى جبل هرتزل في مراسم رسمية يوم 8 أغسطس 1979.